# Ljubensk
Ljubensk, in russo Любенск, è un piccolo villaggio dell'oblast' di Pskov, non lontano da Luga, dove morì Nikolaj Andreevič Rimskij-Korsakov e dove si trova un museo-memoriale a lui dedicato, nella dacia di sua proprietà.